# Synanthedon platyuriformis
Synanthedon platyuriformis is een vlinder uit de familie wespvlinders (Sesiidae), onderfamilie Sesiinae.
Synanthedon platyuriformis is voor het eerst wetenschappelijk beschreven door Walker in 1856. De soort komt voor in het Afrotropisch gebied.